# 苑伟政
苑伟政，西北工业大学机电学院院长、教授。担任《机械工程学报》、《传感技术学报》、《纳米科技》等期刊编委，入选中华人民共和国教育部第八批"长江学者"特聘教授。